# دانيال شارب
دانيال شارب (بالإنجليزية: Daniel Sharp)‏ هو سباح نيوزلندي، ولد في 10 ديسمبر 1987.

## روابط خارجية
- دانيال شارب على موقع Paralympic.org (الإنجليزية)
- دانيال شارب على موقع اللجنة البارالمبية النيوزيلندية (الإنجليزية)